# Campionato europeo di football americano Under-19 2017 (IFAF Paris)
Il campionato europeo di football americano Under-19 2017 è stato la tredicesima edizione del campionato europeo di football americano per squadre nazionali maschili Under-19.
È stato organizzato dalla fazione IFAF con sede a Parigi.
È stato vinto dall'Austria nella finale giocata contro la Francia.

## Stadi
Distribuzione degli stadi del campionato europeo di football americano Under-19 2017 (IFAF Paris)
| Villepinte               | Stade Laurent Plagelatte (Villepinte) |
| Stade Laurent Plagelatte | Stade Laurent Plagelatte (Villepinte) |
| 48°58′00″N 2°32′00″E     | Stade Laurent Plagelatte (Villepinte) |
| Capacità:                | Stade Laurent Plagelatte (Villepinte) |
| Altitudine:              | Stade Laurent Plagelatte (Villepinte) |
|                          | Stade Laurent Plagelatte (Villepinte) |

## Squadre partecipanti
| Pr. | Squadra  | Data di qualificazione | Qualificata in quanto                                                      | Ultima partecipazione |
| --- | -------- | ---------------------- | -------------------------------------------------------------------------- | --------------------- |
| 1   | Francia  |                        | Paese organizzatore                                                        | Germania 2015         |
| 2   | Austria  |                        | Prima classificata all'Europeo 2015                                        | Germania 2015         |
| 3   | Italia   | 6 maggio 2017          | Vincitrice dello spareggio con la Serbia                                   | Germania 1996         |
| 4   | Germania | 4 giugno 2017          | Vincitrice del torneo di qualificazione con Spagna, Paesi Bassi e Svizzera | Germania 2015         |

## Risultati

### Semifinali
| Villepinte 14 luglio 2017, ore 14:00 | Francia | 7 – 0 (7-0 0-0 0-0 0-0) | Germania | Stade Laurent Plegelatte |

| Villepinte 14 luglio 2017, ore 18:00 | Austria | 19 – 0 (3-0 9-0 7-0 0-0) | Italia | Stade Laurent Plegelatte |

### Finali

#### Finale 3 - 4 posto
| Villepinte 16 luglio 2017 | Italia | 0 – 50 | Germania | Stade Laurent Plegelatte |

#### Finale
| Villepinte 16 luglio 2017 | Francia | 7 – 17 | Austria | Stade Laurent Plegelatte |